# 張師度
張師度（？年—？年），字竹平，號性全，河南汝宁府汝阳县人。明末政治人物。

## 生平
萬曆四十六年（1618年）戊午科河南乡试舉人，崇祯四年（1631年）辛未科进士。吏部观政，考选庶吉士，六年授礼部主客司主事，卒于官。
张师度居住的京师宅第是凶宅，他也病死其中。